# Берендеев, Николай Михайлович
Никола́й Миха́йлович Беренде́ев (16 октября 1913, Ростовский уезд, Ярославская губерния — 28 ноября 1975, Москва) — капитан Рабоче-крестьянской Красной Армии, участник боёв на Халхин-Голе, советско-финской и Великой Отечественной войн; Герой Советского Союза (1940).

## Биография
Николай Берендеев родился 16 октября 1913 года в деревне Бараново в семье крестьянина. Получил неполное среднее образование, с 1931 года проживал в Ленинграде. В 1935 году был призван на службу в Рабоче-крестьянскую Красную Армию.
Участвовал в боях на Халхин-Голе, награждён медалью «За отвагу».
Участвовал в советско-финской войне, был разведчиком 160-го артполка 24-й стрелковой дивизии 7-й армии Северо-Западного фронта. Отличился в ходе боёв во время этой войны, по его разведданным были уничтожены несколько финских огневых точек и опорных пунктов, а также группа снайперов. Во время боёв под Выборгом (ныне — Ленинградская область), находясь на льду озера Муоланъярви в непосредственной близости от финских позиций, успешно корректировал огонь советских артиллерийских батарей.
Указом Президиума Верховного Совета СССР от 11 апреля 1940 года за «образцовое выполнение боевых заданий командования на фронте борьбы с финской белогвардейщиной и проявленные при этом отвагу и геройство» красноармеец Николай Берендеев был удостоен высокого звания Героя Советского Союза с вручением ордена Ленина и медали «Золотая Звезда» за номером 396.
После окончания войны в 1940 году был демобилизован. В 1941 году был повторно призван. В годы войны командовал 151-м отдельным мотострелковым разведбатальоном, 107-й отдельной разведротой; прошёл путь от Москвы до Кёнигсберга, где был ранен и более на фронт не вернулся. В 1945 году в звании капитана Берендеев был уволен в запас. Проживал и работал в Москве. Умер 28 ноября 1975 года.

## Награды
- Медаль «Золотая Звезда» № 396 Героя Советского Союза и орден Ленина (11.4.1940) — за «образцовое выполнение боевых заданий командования на фронте борьбы с финской белогвардейщиной и проявленные при этом отвагу и геройство»[5]
- Орден Красного Знамени (16.7.1942)[3]
- Орден Суворова 3-й степени (14.02.1945)[4]
- медали, в том числе:
  - «За отвагу» (15.01.1940)[6]
  - «За оборону Москвы»[7]
  - «За взятие Кёнигсберга»[8]
  - «За победу над Германией»[9]

## Комментарии
1. ↑  Деревня Бараново (Баранова)[1] относилась к Ивановской волости Ростовского уезда; не сохранилась, ныне — территория Давыдовского сельского округа Борисоглебского района Ярославской области[2].